# Journal of Inorganic Biochemistry
Journal of Inorganic Biochemistry (abrégé en J. Inorg. Biochem.) est une revue scientifique à comité de lecture. Ce journal présente des articles originaux à l'interface de la biochimie et de la chimie inorganique.
D'après le Journal Citation Reports, le facteur d'impact de ce journal était de 3,444 en 2014. Actuellement, la direction éditoriale est assurée par J. H. Dawson (Université de Caroline du Sud, États-Unis).

## Histoire
Au cours de son histoire, le journal a changé de nom :
- Bioinorganic Chemistry, 1971-1978  (ISSN 0006-3061)[3]
- Journal of Inorganic Biochemistry, 1979-en cours  (ISSN 0162-0134)